# مایا گلد
مایا گلد (انگلیسی: Maya Gold؛ زاده ۱۱ اوت ۱۹۸۱) یک بازیگر پورنوگرافی است.